# 三研マイクロホン
三研マイクロホン株式会社（さんけんマイクロホン）は、日本の主にプロ用マイクロホンを製造するマイクロホン専門の音響機器メーカーである。
ブランド名は『sanken』で、放送局ではインタビュー用マイク"MS-5C"が堅牢で音質も安定していたことからよく使われていた。現在では生産終了しているが文化放送やニッポン放送では未だに記者会見等で使われている。NHKのニュース、トーク番組ではピンマイク"COS-11D”が使用されている。
また、各テレビ局のワイド生番組やニッポン放送、ラジオ大阪などで、グーズネックマイク"CUS-101B"が使われており、特にニッポン放送では風防をカラフルなものにしている。
文化放送は、三島由紀夫事件で“MS-5”を使い全マスコミで唯一の「演説全録音」に成功した。上からの三島の声と、下からの自衛隊員による野次怒号をともにクリアに収録できたという。
2021年2月、COS-11シリーズの開発に米アカデミー科学技術賞（第93回）より、科学工学賞（Scientific and Engineering Award）が授与されると発表された。並外れた音質と耐久性で映画制作の主要なラベリアマイクとなっており、小型化などオリジナルの技術革新と継続的な改善が評価された。

## 本社所在地
- 東京都杉並区荻窪2-8-8

## 沿革
- 1925年 竹内利平が品川区に竹内工場を開業
- 1941年 本社工場を杉並区荻窪（現在地）に移転
- 1946年 純国産のダイナミックマイクロホンの開発に成功
- 1948年 合資会社三研を設立
- 1959年 三研マイクロホン株式会社に改組